# Ahaneit
Ahaneit je bila drevna Egipćanka, a živjela je tijekom 1. dinastije drevnog Egipta. 

## Etimologija
Ahaneitino ime znači "Neit se bori". Neit je božica rata, koja je bila jako poštovana u 1. dinastiji. 

## Biografija
U grobnici Z u Umm el-Qa'abu pokopan je faraon Džet, a oko te grobnice su smještene manje grobnice službenika. Tu je podignuta i stela na kojoj se nalazi Ahaneitino ime. Stela je označena kao UC 14268. Ahaneit je vrlo vjerojatno bila Džetova žena, a za njega je poznato da je oženio svoju sestru Merneit. 